# Czerwone (rejon berysławski)
Czerwone (ukr. Червоне) – wieś na Ukrainie, w obwodzie chersońskim, w rejonie berysławskim. W 2001 liczyła 212 mieszkańców, spośród których 207 posługiwało się językiem ukraińskim, a 5 rosyjskim.